# Chabad 770

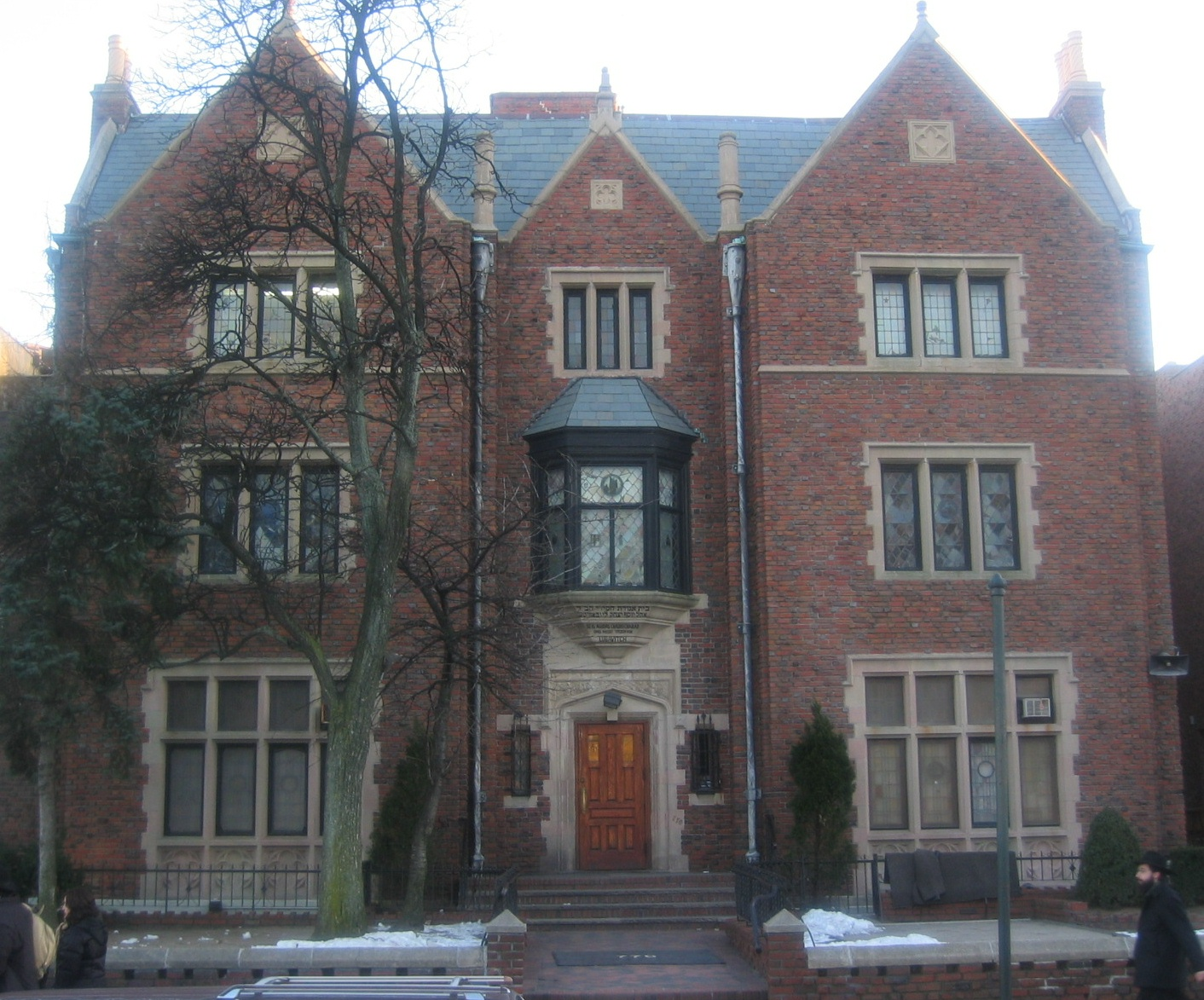

Beis Moshiach (Casa lui Mesia) "770" este  centrul mișcării hasidice Chabad-Lubavitch, pe Eastern Parkway, Brooklyn, New York.

## Istorie
Clădirea a fost folosită ca centru medical, însă în 1940 a fost cumpărată de Agudas Chasidei Chabad și adaptată pentru nevoile rabinului Yosef Yitzhok Schneerson, liderul miscarii Chabad la vremea aceea.  Rebbe Yosef Yitzhok a venit in America pe data de 9 Adar II 5700 (20 martie 1940)  după ce, în mod miraculos, a scăpat din Polonia ocupată de naziști. Timp de șase luni a stat la Hotel Greystone în Manhattan, NY.
În cele din urmă, pe 5 Av, o reședință corespunzătoare a fost gasită, iar negocierile au început pentru cumpărarea clădirii de la 770 Eastern Parkway. O săptămână mai târziu vineri,pe 12  Av,  cumpărarea a fost finalizată. Câteva zile mai târziu a venit Rebbe la 770 și sa rugat Mincha și Maariv acolo. El a zis, "Cel de mai sus ar trebui să permită ca aceasta să fie o locuință permanentă pentru suflet, pentru studiul Torei și pentru serviciile de rugăciune, ci o locuință provizorie în scop de trai. Pentru că foarte curând ar trebui să merităm să fim în Țara Sfântă cu Mesia . "
Duminică, pe 19  Elul 5700, Rebbe părăsit hotelul și s-a mutat în 770. Celebrarea oficială de  Chanukas Ha'bayis a avut loc marți, pe 21  Elul.